# Annemoon van Dienst
Annemoon van Dienst, née le 3 février 2003, est une coureuse cycliste néerlandaise, spécialiste de VTT et notamment de cross-country eliminator.

## Biographie
Annemoon van Dienst est originaire de Gorssel. Elle devient membre du club cycliste « ETP Zutphen » à l'âge de neuf ans. De 2013 à 2017, elle remporte plusieurs fois les championnats néerlandais chez les jeunes en VTT cross-country et en cyclo-cross,. En 2019, elle déménage à Sittard pour rejoindre une équipe junior et poursuivre des études pour devenir physiothérapeute. Mais, souffrant d'un épuisement professionnel avec son double emploi du temps, elle décide de faire une pause dans sa carrière sportive. 
En 2022, elle reprend le sport et remporte une course de cross-country eliminator à Sittard. Cela l'encourage à se concentrer sur cette discipline. Aux championnats du monde de 2022, elle termine 10e. Elle connait ensuite sa meilleure année en 2023, avec des médailles de bronze aux championnats du monde et d'Europe. Elle prend également la troisième place au classement général de la Coupe du monde de cross-country eliminator. Elle obtient également de bons résultats en 2024, notamment un podium lors de la manche de Coupe du monde de Barcelone. Néanmoins, elle décide à 21 ans d'arrêter sa carrière sportive à la fin de l'année pour se consacrer à son métier de physiothérapeute.

## Palmarès en VTT

### Championnats du monde
- Palangkaraya 2023
  -  Médaillée de bronze du cross-country eliminator

### Coupe du monde
- Coupe du monde de cross-country eliminator
  - 2023 : 3e du classement général
  - 2024 : 7e du classement général

### Championnats d'Europe
- Sakarya 2023
  -  Médaillée de bronze du cross-country eliminator